# Iseut de Capio

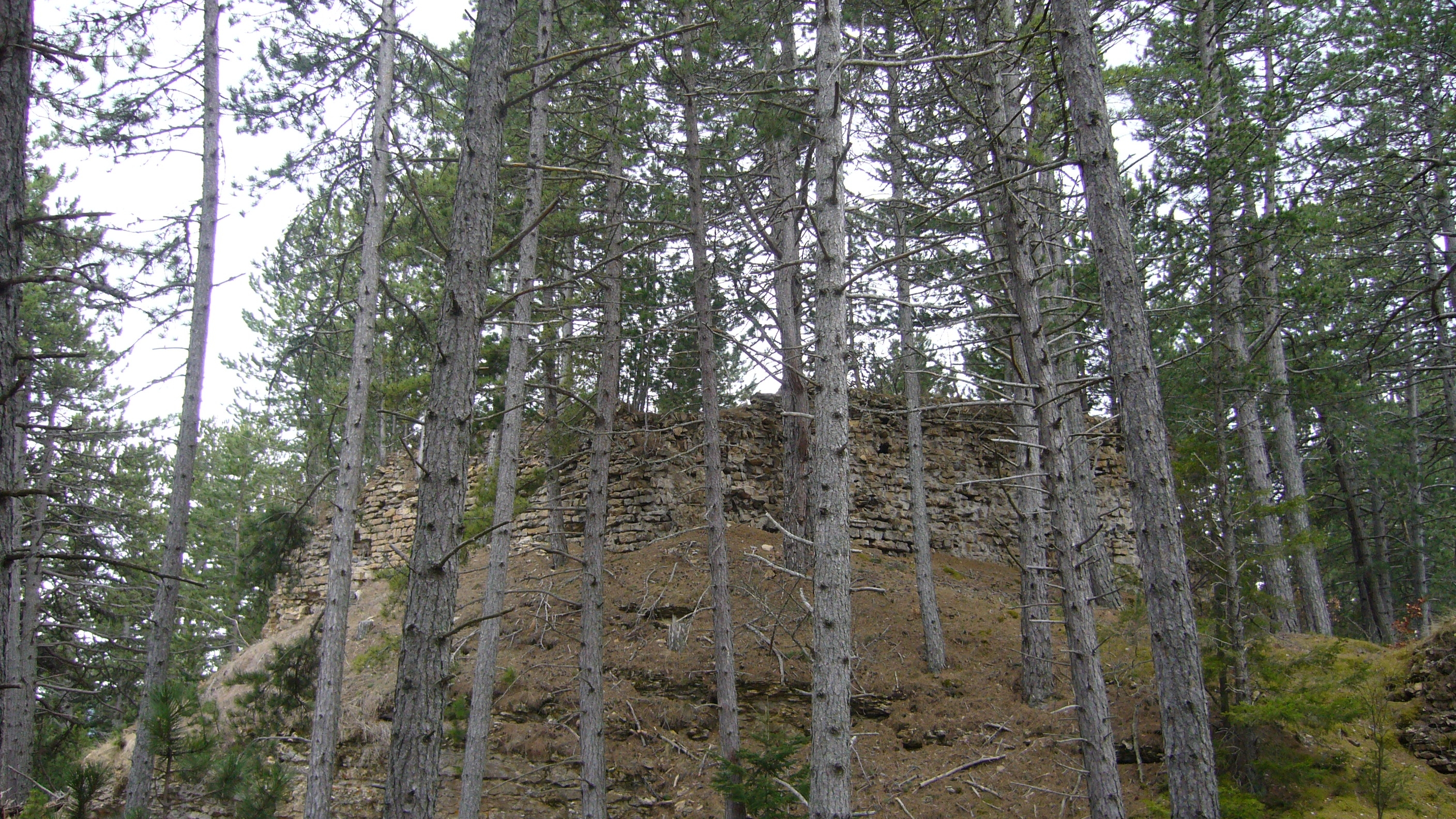
Ruinas del castillo de Chapieu, sobre el monte Mimat entre Mende y Lanuèjols (Lozère, Francia)

Iseut de Capio o Capion (fl. primera mitad del siglo XIII) fue una trobairitz occitana. 

## Vida
En el Cançoner H se conserva un razó que explica el intercambio de cobles entre Iseut y Almucs de Castelnau, las que se insertan en el mismo texto; va acompañada de dos miniaturas que retratan a las dos trobairitz. El texto se estructura en cancioneros entremezclados con un largo razo; en este cuenta cómo Iseut suplica a Almucs de Castelnau que perdone a Gigo (Gui), señor de Tournon-sur-Rhône (Tornon) en el Vivarés, caballero de Iseut, quien había cometido «una gran falta» contra Almucs. Gigo, sin embargo, ni se arrepintió ni buscó perdón, por lo que Almucs respondió a Iseut en un cobla propio. La data de este intercambio se remonta a alrededor de 1190.
La personalidad histórica de Iseut no es muy conocida. Provenía aparentemente del castillo de Chapieu (Castrum de Capione) de la ciudad de Mende (Lozère, Francia). Hasta 1187, el castillo pertenecía al obispado de Mende y alrededor de 1250, la familia de los Chapieu se denominó Tournel, por lo que se puede situar a la trobairitz entre esas dos fechas.

## Obra
- (253,1) Dompna N'Almueis, si·us plages.